# 115059 Nagykároly
115059 Nagykároly è un asteroide della fascia principale. Scoperto nel 2003, presenta un'orbita caratterizzata da un semiasse maggiore pari a 3,0030571 UA e da un'eccentricità di 0,0814213, inclinata di 2,52478° rispetto all'eclittica.